# Ice Cream Truck
Ice Cream Truck – piosenka electrohopowa wykonywana oraz wyprodukowana przez amerykańskiego rapera Cazwella. Utwór wydany został jako singel 17 sierpnia 2010 roku, nie promując żadnego wydawnictwa albumowego.

## Informacje o utworze
Choć tytułowy „Ice Cream Truck” oznacza w języku angielskim furgonetkę-bufet serwującą lody, tekst piosenki posiada wyraźny seksualny rys. Piosenka została nagrana w 2010 roku i nie znalazła się na żadnym albumowym wydawnictwie Cazwella. Napisano ją z przeznaczeniem użycia w filmie fabularnym Spork, napisanym i wyreżyserowanym przez J.B. Ghumana Jr., który jest przyjacielem rapera. W utworze wykorzystano ksylofon do naśladowania dżingiela prawdziwych furgonetek z lodami.
Utworu nie wydano na singlu CD, jedynie w sprzedaży cyfrowej.

## Recenzje
The Advocate okrzyknęło „Ice Cream Truck” rywalem dla „California Gurls” Katy Perry, oraz najgorętszym hymnem lata 2010. Według Charlesa Thomsona (Sawf News), piosenka jest uproszczona i optymistyczna, a ilustrujący ją teledysk sprośny.

## Teledysk
Wideoklip do utworu wyreżyserował Marco Ovando. Klip miał swoją premierę w serwisie YouTube 30 lipca 2010, gdzie w ciągu pierwszego tygodnia od publikacji przyciągnął ponad milion widzów. W teledysku występuje sam Cazwell, jak i inni muskularni, spoceni mężczyźni – wszyscy mają na sobie tylko bieliznę. W trakcie trwania klipu mężczyźni tańczą w erotyczny sposób, od czasu do czasu eksponują pośladki oraz sugestywnie liżą tytułowe lody. Ze względu na prowokacyjny charakter wideoklipu, zarządcy YouTube oznaczyli jego treści jako tylko dla dorosłych.

## Listy utworów i formaty singla
Promo CD
1. „Ice Cream Truck” – 2:17
2. „Ice Cream Truck” (Instrumental) – 2:17
3. „Ice Cream Truck” (A cappella) – 2:03

Digital download
1. „Ice Cream Truck” – 2:17